# Геттер Лаар
Геттер Лаар ((ест. Getter Laar; нар. 21 листопада 1989, Пярну, Естонія) — естонська футболістка, воротар. Виступала за жіночу збірну Естонії.

## Клубна кар'єра
У січні 2011 року побувала на перегляді в представника жіночої Прем'єр-ліги Англії «Челсі», у футболці якого зіграла в товариському матчі проти «Вотфорда». Вона мала амбіції переїхати за кордон, але хотіла спочатку закінчити університетську освіту. Влітку 2013 року перейшла до клубу французької Ліги 1 жіночого клубу «Генгам» через контакти національного тренера Естонії Кіта Боанаса. У 2013 році Лаар визнанна найкращою гравчинею року в Естонії.

## Статистика виступів

### У збірній
|    | Дата       | Місце     | Суперник          |      | Турнір           |
| -- | ---------- | --------- | ----------------- | ---- | ---------------- |
| 01 | 02.11.2007 | Шяуляй    | Латвія            | 3:2  | Міні-турнір УЄФА |
| 02 | 04.11.2007 | Шяуляй    | Фарерські острови | 1:2  | Міні-турнір УЄФА |
| 03 | 07.11.2007 | Шяуляй    | Естонія           | 2:2  | Міні-турнір УЄФА |
| 04 | 30.06.2009 | Белград   | Велика Британія   | 0:10 | Універсіада 2009 |
| 05 | 06.07.2009 | Желєзнік  | ПАР               | 2:1  | Універсіада 2009 |
| 06 | 08.07.2009 | Белград   | Польща            | 2:8  | Універсіада 2009 |
| 07 | 10.07.2009 | Смедереве | Сербія            | 0:4  | Універсіада 2009 |